# Wadi Sirhan

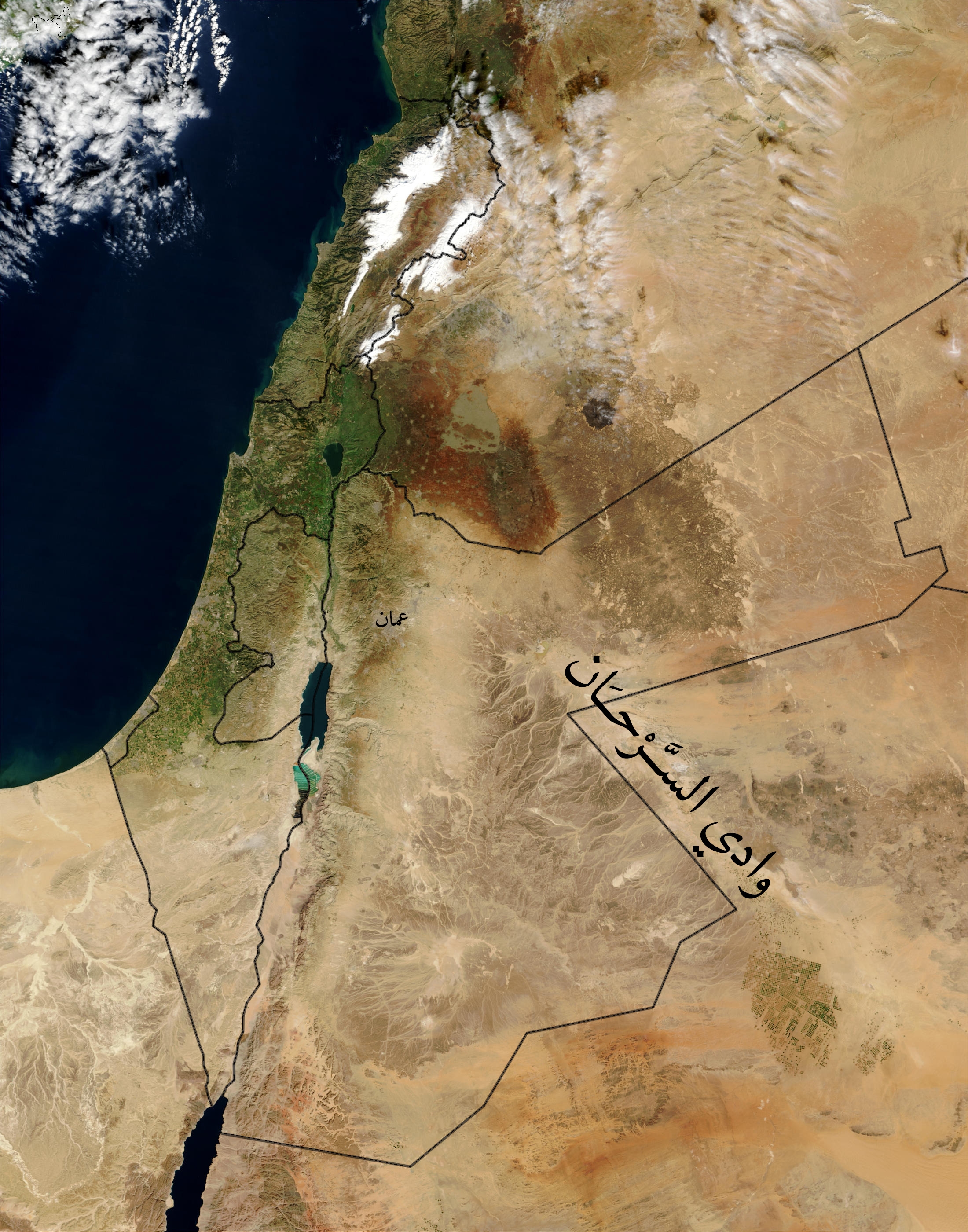
Emplacement du Wadi Sirhan, indiqué en caractères arabes.

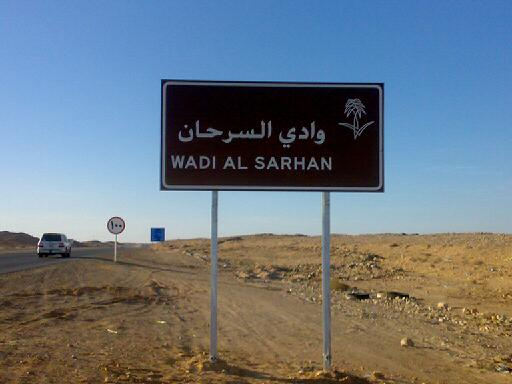
Entrée dans la vallée par la route.

Wadi Sirhan ou Wadi as-Sirhan (وَادِي سِرْحَان; traduction : "Vallée de Sirhan") est un site géographique situé dans la  province d'Al Jawf en Arabie saoudite.
C'est une vaste dépression au nord-ouest de la péninsule d’Arabie. Elle part de l'oasis d'Azraq oasis en Jordanie, et borde la frontière entre la Jordanie et l'Arabie Saoudite. Cette longue dépression fermée orientée sud-est nord-ouest s'étend sur 300 km de longueur et une dizaine de kilomètres en largeur moyenne. Au sud elle se termine par l'oasis d'Al Jawf en Arabie saoudite). Malgré son aridité, elle constitue une voie de circulation entre la Syrie et l'Arabie. Elle doit son nom à la tribu arabe des Sirhan qui s'y sont installés au milieu du XVIIe siècle.